# متحف النيل الوثائقي
متحف النيل الوثائقي وهو متحف يقع المتحف على مساحة 146 ألف متر مربع في مدينة أسوان، مصر.

## الإنشاء
بدأ العمل في إنشائه خلال شهر يونيو من عام 2004 وتم افتتاح المتحف أمام الزوار يوم 10 يناير من عام 2016 بحضور رئيس الوزراء ووزير الرى، وممثلي 11 دولة إفريقية من دول حوض النيل حيث بلغت تكلفة إنشاء متحف النيل 82 مليون جنيه.

## تكوين المتحف
يتكون المتحف من 3 طوابق ويضم المتحف قاعات عرض ومؤتمرات ومكتبة وقاعة كبار زوار ومكاتب إدارية، إضافة إلى موقع عام يشمل منطقة مجرى العيون ومسطحات خضراء.
ويضم المتحف مئات الصور والمعروضات التي تحكي تاريخ النيل والمشروعات المصرية التي أقيمت عليه ويحتوي المتحف على عدد من المقتنيات الأثرية تشمل 250 قطعة أثرية، تسجل رحلة جريان نهر النيل بداية من منابعه وحتى المصب بالبحر الأبيض المتوسط، كما أهدت وزارة الثقافة المتحف 61 لوحة فنية هامة توضح أبرز ما تناوله كبار الفنانين المصريين لرحلة نهر النيل في مصر وداخل المتحف يوجد أيضًا جزء كبير مخصص لعرض تاريخ السد العالى وتوثيق إنشاؤه، بالإضافة إلى تخليد الشهداء الذين سقطوا خلال بناء السد العالى ويتضمن المتحف عرضاً لأهم المشروعات القومية لوزارة الرى، والتي ساهمت فيها بدءًا من القناطر الخيرية أيام محمد على، مروراً بترعة السلام ومشروع توشكى، ونهاية بمشروع 3 ملايين فدان الذي أطلقه الرئيس عبد الفتاح السيسى، كما يعرض أعمال الوزارة فيما يخص مكافحة السيول، وما تم إنجازه من سحارة سرابيوم، ومشروعات حماية وإنقاذ نهر النيل ويضم أيضاً أهم الوثائق التاريخية، ومنها وثيقة اتفاقية 59 بين مصر والسودان، ووثيقة حماية نهر النيل، التي وقع عليها رئيس الجمهورية ورئيس مجلس الوزراء.

## أهم الزوار
- السفير جوزيه ميجيل نونيش جونيور، سفير دولة موزمبيق بالقاهرة.[5]
- السفير صالح هابيمانا، سفير جمهورية رواندا في القاهرة.[6]
- نائب رئيس البرلمان العربي عبد السلام أبو صلاح.[6]
- السفير الكسندر نالباندوف، سفير دولة جورجيا بالقاهرة.[7]